# Omar m'a tuer
Omar m'a tuer is een Franse film van Roschdy Zem uit 2011 over de zaak Omar Raddat, een oude moord op Ghislaine Marchal nabij Cannes.
Verhaal: Tuinman Omar Raddad, een immigrant van Marokkaanse origine, wordt in 1991 opgepakt voor de moord op de rijke weduwe Ghislaine Marchal. Van het onderzoek klopt geen klap, maar Omar is bij voorbaat al veroordeeld: op de muur naast het lijk staat in Marchals bloed 'Omar m'a tuer' geschreven. Na drie jaar voorarrest wordt hij veroordeeld.
Roschdy Zems film opent met die veroordeling. Vervolgens wordt Omars verhaal over twee sporen verteld. We volgen Omar (Sami Bouajila) in de aanloop naar de veroordeling, beginnend met zijn arrestatie. En we volgen het onderzoek van de (fictionele) onderzoeksjournalist Pierre-Emmanuel Vaugrenard (Denis Podalydès) ná de veroordeling. Vaugrenard is overtuigd van Omars onschuld en de eerste bron van zijn scepsis is die raadselachtige tekst op de muur: een goedopgeleide vrouw als Marchal zou nooit de grammaticale fout 'Omar heeft mij vermoorden' maken.
Dat Zem en coscenarist/producent Rachid Bouchareb (de twee werkten eerder samen aan Boucharebs Indigènes) hun verhaal mede baseren op Omars autobiografie maakt direct duidelijk aan welke kant zij staan. Dat is zeker geen kritiek: objectiviteit zou hier niet op zijn plaats zijn. En Zem houdt zich, op een uitschieter met iets te veel slow motion bij de rechtszaak na, verre van effectbejag. Even kalm als Raddad zelf blijft, toont Zem het treurige verloop van deze justitiële, morele en menselijke dwaling. En dat is al erg genoeg.

## Cast
- Sami Bouajila
- Denis Podalydès
- Maurice Bénichou
- Salomé Stévenin
- Nozha Khouadra
- Ludovic Berthillot
- Eric Naggar